# Schrandele
Schrandele – szczyt w Stubaier Alpen. Leży w zachodniej Austrii, w Tyrolu. Na szczyt można się dostać z dwóch schronisk: Amberger Hütte i Franz-Senn-Hütte.